# 下坂井輪村
下坂井輪村（しもさかいわむら）は、かつて新潟県西蒲原郡にあった村。1901年11月1日の合併によって消滅し、現在は新潟市西区の一部となっている。
以下の記述は合併直前当時の旧下坂井輪村に関しての記述であり、現在では名称等が異なる場合がある。なお、ここに記述されていない内容に関しては新潟市などの記事を参照。

## 沿革
- 1889年（明治22年）4月1日 - 町村制施行に伴い西蒲原郡青山村新田、平島村、市左衛門郷屋外新田、小針村古新田、寺尾村新田が合併し、下坂井輪村が発足。
- 1901年（明治34年）11月1日 - 西蒲原郡上坂井輪村、新貝村、新通村（一部）と合併し、坂井輪村となり消滅。

## 地域
下坂井輪村は、合併した村名を継承する以下の大字で構成される。
青山村新田（あおやまむらしんでん）
1889年（明治22年）まであった青山村新田の区域。現在の新潟市西区。
平島（へいじま）
1889年（明治22年）まであった平島村の区域。現在の新潟市西区平島。
市左衛門郷屋外新田（いちざえもんごやむらとしんでん）
1889年（明治22年）まであった市左衛門郷屋外新田の区域。
小針村古新田（こばりむらこしんでん）
1889年（明治22年）まであった小針村古新田の区域。現在の新潟市西区小針。
寺尾村新田（てらおむらしんでん）
1889年（明治22年）まであった寺尾村新田の区域。現在の新潟市西区寺尾。